# نهر أوفتيوغا

حوض نهر دفينا الشمالي

أوفتيوغا ((بالروسية: Уфтюга)‏) هو نهر يقع في مقاطعة كراسنوبورسكي التابعة لأوبلاست أرخانغلسك في روسيا. وهو رافد أيمن من روافد نهر دفينا الشمالي. يبلغ طول النهر 236 كيلومتر (147 ميل). ومساحة حوضه 6,300 كيلومتر مربع (2,400 ميل2). يتجمد أوفتيوغا في منتصف أكتوبر إلى أوائل نوفمبر ويبقى تحت الجليد حتى منتصف أبريل إلى أوائل مايو. رافده الرئيسي هو لاخوما (يمين).
يقع مصبّ النهر على الحدود بين كراسنوبورسكي ومقاطعات لينسكي في أوبلاست أرخانغيلسك. يتدفق النهر من الجنوب الغربي. أكبر المناطق المأهولة الواقعة على النهر مقاطعة كراسنوبورسكي وفيركنيايا أوفتيوغا وبيريوزونافولوك.
يذكر سجل المياه الحكومي في روسيا أن حوالي 72 كم من المجرى السفلي للنهر، من كوليكوفو أسفل مجرى النهر، ليس صالحاً للملاحة.